# Riesengraumull
Der Riesengraumull (Fukomys mechowii, Syn.: Cryptomys mechowi, Cryptomys mechowii) ist eine Art der Graumulle (Fukomys) innerhalb der Sandgräber (Bathyergidae), die vor allem an die unterirdische und grabende Lebensweise angepasst ist. Die Art kommt in Afrika südlich der Sahara von Sambia über die Demokratische Republik Kongo und die Republik Kongo bis Angola vor.

## Merkmale
Der Riesengraumull ist die größte und schwerste Art der Graumulle. Er erreicht eine Kopf-Rumpf-Länge von 15,6 bis 26,2 Zentimetern bei den Männchen und 13,5 bis 20,5 Zentimetern bei den Weibchen. Das Gewicht beträgt 250 bis 560 Gramm bei den Männchen und 200 bis 295 Gramm bei den Weibchen. Der sehr kurze Schwanz wird etwa 23 bis 34 Millimeter lang, die Hinterfußlänge beträgt etwa 30 bis 38 Millimeter. Durch die Größe und das Gewicht besteht ein Sexualdimorphismus, bei dem das Männchen in der Regel deutlich schwerer und größer als das Weibchen ist. Das Rückenfell der Tiere ist kurz und dicht, es ist wollig weich. Die Fellfärbung ändert sich abhängig von Alter und Größeː Neugeborene Tiere sind schiefergrau, die etwas älteren Jungtiere gräulich-braun und später als Subadulte braun. Die ausgewachsenen Tiere sind goldbraun-ockerfarben mit Haaren, die an der Basis blassbraun sind. Das Bauchfell ist blassbraun. Der Kopf ist groß und besitzt in der Regel keinen oder selten nur einen sehr kleinen weißen Fleck auf der Stirn. Die Augen sind klein, Ohrmuscheln sind nicht vorhanden. Die Vorder- und Hinterfüße sind groß und breit ausgebildet, sie sind bis auf einige weißliche bürstenartige Borsten am Außenrand nackt. Der Schwanz ist sehr kurz und mit langen weißen borstenartigen Haaren besetzt, die über das Schwanzende hinausreichen. Die Weibchen besitzen zwei Paar Zitzen im Brustbereich und eines in der Lende, insgesamt also 6 Zitzen. Das Genom besteht aus einem diploiden Chromosomensatz von 2n = 40 (FN=78 oder 80).
Die Schädellänge beträgt 45,6 bis 59,2 Millimeter bei den Männchen und 34 bis 49,7 Millimeter bei den Weibchen, an der breitesten Stelle ist der Schädel bei den Männchen 40,3 bis 53,2 Millimeter und bei den Weibchen 28,6 bis 37,0 Millimeter breit. Die Zahnreihe vom vierten Prämolar bis zum letzten Molar des Oberkiefers ist etwa 6,9 bis 10,2 Millimeter lang. Wie bei allen anderen Graumullen ist der Schädel kräftig gebaut, beim Riesengraumull ist er deutlich dorsoventral abgeflacht. Das Foramen infraorbitale ist bei dieser Art elliptisch mit einem Durchmesser von etwa 5 Millimetern und dünnwandig. Die oberen Schneidezähne sind nicht gefurcht und sehr groß und breit.
Aufgrund der Größe der Tiere besteht keine Verwechslungsgefahr mit anderen Arten, die sympatrisch mit der Art vorkommen.

## Verbreitung
Der Riesengraumull kommt in Zentralafrika südlich der Sahara vom nördlichen Sambia über die Demokratische Republik Kongo und die Republik Kongo bis in das zentrale Angola vor. Hinzu kommen unsichere Nachweise aus dem Norden von Malawi sowie dem Ufipa-Plateau im Südwesten von Tansania.

## Lebensweise
Der Riesengraumull lebt unterirdisch im Gras- und Buschland der Savanne sowie sehr häufig in landwirtschaftlich genutzten oder ehemals genutzten Flächen sowie in Gärten, Dambos (temporäre Sumpfgebiete), Plantagen und dichten Acacia-Beständen. Dabei kommt er in unterschiedlichen Bodentypen von reinem Sand über Lehmboden bis zu sehr steinigen Böden vor. Die jährliche Regenmenge in den Verbreitungsgebieten liegt oberhalb von 1100 Millimetern.
Die Tiere leben wie andere Graumulle sozial in Kolonien in unterirdischen Bauen, die aus einem größeren Nest, das in einer Tiefe von 0,6 bis 1,6 Metern liegt, und einem komplexen Gangsystem mit drei oder vier Ausgängen bestehen. Hinzu kommen weitere Kammern, die als Lager für Nahrung und als Toiletten genutzt werden. Eine Kolonie besteht aus zwei bis mehr als 20, eventuell sogar bis 40 Individuen, wobei die Anzahl der Weibchen überwiegt. Sie beinhaltet ein fortpflanzungsfähiges, reproduktives Paar, das in der Regel die Kolonie gegründet hat, sowie die nicht-reproduktiven Nachkommen mehrerer Generationen. Die reproduktiven Tiere sind dominant gegenüber den anderen Tieren, danach folgen in der Dominanz die Männchen vor den Weibchen. Gelegentlich kommt es zu Paarungen von jüngeren Weibchen mit dem reproduktiven Männchen, ihrem Vater. Eine konkrete Zuteilung der nicht-reproduktiven Tiere zu verschiedenen Funktionen ist nicht möglich. Im Vergleich zu anderen Graumullen sind Riesengraumulle sehr kommunikativ und verfügen über ein entsprechendes Repertoire an Lauten. Die Tiere ernähren sich herbivor von verschiedenen unterirdischen Pflanzenteilen wie Rhizomen, Knollen, Wurzeln und Trieben verschiedener Pflanzenarten wie Kräutern, Bäumen und Büschen. In landwirtschaftlich genutzten Flächen fressen sie die entsprechenden Anbaupflanzen, vor allem Kartoffeln, Cassava und Erdnüsse. Anders als andere Graumulle sind die Tiere allerdings keine strikten Pflanzenfresser und ergänzen ihre Nahrung durch wirbellose Tiere, die sie in ihren Bauen finden.
Die Tiere haben keine feste Paarungs- und Fortpflanzungszeit. Das reproduktive Weibchen kann bis zu drei Mal im Jahr ein bis fünf Jungtiere bekommen. Die Tragzeit beträgt dabei 89 bis 118 Tage, und im Durchschnitt werden doppelt so viele Weibchen wie Männchen geboren. Die neugeborenen Jungtiere wiegen etwa 20 Gramm, die Spanne reicht von 12,6 bis 27,7 Gramm. Sie sind nackt und bekommen innerhalb der ersten Woche ein dünnes Fell, die Augen öffnen sie nach 6 Tagen, und nach 14 Tagen nehmen sie zum ersten Mal feste Nahrung auf. Etwa nach 90 Tagen werden sie von der Mutter entwöhnt. Das Wachstum und die Gewichtszunahme erfolgen langsam und gleichmäßig. Nach einem halben Jahr wiegen die Jungtiere etwa 120 Gramm, nach 450 Tagen haben sie ein Gewicht von 250 bis 300 Gramm. Es sind keine Prädatoren bekannt. Ektoparasiten wurden bei Graumullen und in den Bauen und Nestern bislang nicht gefunden, als Endoparasiten sind mehrere Arten von Bandwürmern (Inermicapsifer madagascariensis und Raillietina spec.) sowie Fadenwürmer (Protospirura muricola und Capillaria spec.) dokumentiert. Der Anteil der mit Endoparasiten befallenen Tiere beträgt etwa ein Drittel und ist damit relativ niedrig im Vergleich zu anderen Nagetieren.

## Systematik
Der Riesengraumull wird als eigenständige Art innerhalb der Gattung der Graumulle (Fukomys) eingeordnet, die aus zehn bis vierzehn Arten besteht. Die wissenschaftliche Erstbeschreibung stammt von dem deutschen Naturforscher Wilhelm Peters aus dem Jahr 1881, der die Tiere aus Malanje im Norden von Angola, unter dem Namen Georychus mechowii beschrieb. Die Art wurde später in die Gattung Cryptomys überführt, 2006 wurde diese Gattung anhand von molekularbiologischen Merkmalen in zwei Gattungen aufgetrennt. Der Riesengraumull wurde dabei mit den meisten anderen Arten der neuen Gattung Fukomys zugeteilt, die Aufspaltung wurde jedoch nicht allgemein angenommen.
Innerhalb der Art werden neben der Nominatform keine Unterarten unterschieden. Wilson & Reeder 2005 unterscheiden allerdings die Nominatform Cryptomys mechowi mechowi und Cryptomys mechowi mellandi als Unterarten.

## Status, Bedrohung und Schutz
Der Riesengraumull wird von der International Union for Conservation of Nature and Natural Resources (IUCN) als „nicht gefährdet“ (least concern) eingeordnet. Begründet wird dies durch das große Verbreitungsgebiet, das regelmäßige Auftreten im Verbreitungsgebiet und die sehr gute Anpassungsfähigkeit an veränderte Lebensräume sowie an landwirtschaftlich genutzte Flächen und Plantagen. Regional wird die Art als Fleischquelle stark bejagt und genutzt. Vor allem beim Anbau von Cassava wird sie als landwirtschaftlicher Schädling betrachtet und in Projekten zur Bestandskontrolle bekämpft. Trotz der Bejagung werden keine bestandsgefährdenden Risiken für die Art angegeben.

## Belege
1. 1 2 3 4 5 6 7 8 9 10 11  Nigel C. Bennett, Hynek Burda: Cryptomys mechowi - Giant Mole-Rat In: Jonathan Kingdon, David Happold, Michael Hoffmann, Thomas Butynski, Meredith Happold und Jan Kalina (Hrsg.): Mammals of Africa Volume III. Rodents, Hares and Rabbits. Bloomsbury, London 2013, S. 659–660; ISBN 978-1-4081-2253-2.
2. 1 2 3 4  Fukomys mechowi in der Roten Liste gefährdeter Arten der IUCN 2016.2. Eingestellt von: S. Maree, C. Faulkes, 2008. Abgerufen am 7. Oktober 2016.
3. ↑  Colleen M. Ingram, Hynek Burda, Rodney L. Honeycutt: Molecular phylogenetics and taxonomy of the African mole-rats, genus Cryptomys and the new genus Coetomys Gray, 1864. Molecular Phylogenetics and Evolution 31 (3), 2004; S. 997–1014. doi:10.1016/j.ympev.2003.11.004
4. ↑  Dieter Kock, Colleen M. Ingram, Lawrence J. Frabotta, Rodney L. Honeycutt, Hynek Burda: On the nomenclature of Bathyergidae and Fukomys n. gen. (Mammalia: Rodentia). Zootaxa 1142, 2006; S. 51–55.
5. 1 2  R.L. Honeycutt: Mechow's Mole-rat - Fukomys mechowii. In: Don E. Wilson, T.E. Lacher, Jr., Russell A. Mittermeier (Herausgeber): Handbook of the Mammals of the World: Lagomorphs and Rodents 1. (HMW, Band 6), Lynx Edicions, Barcelona 2016; S. 369–370. ISBN 978-84-941892-3-4.
6. 1 2  Cryptomys mechowi. In: Don E. Wilson, DeeAnn M. Reeder (Hrsg.): Mammal Species of the World. A taxonomic and geographic Reference. 2 Bände. 3. Auflage. Johns Hopkins University Press, Baltimore MD 2005, ISBN 0-8018-8221-4.